# كونستانس دريكسل
كونستانس دريكسل (بالإنجليزية: Constance Drexel)‏ هي صحفية وسفرجات أمريكية، ولدت في 28 نوفمبر 1894، وتوفيت في 28 أغسطس 1956 في واتربوري في الولايات المتحدة.